# Liste der Kulturdenkmäler in Niederpierscheid
In der Liste der Kulturdenkmäler in Niederpierscheid sind alle Kulturdenkmäler der rheinland-pfälzischen Ortsgemeinde Niederpierscheid aufgeführt. Grundlage ist die Denkmalliste des Landes Rheinland-Pfalz (Stand: 27. Juni 2022).

## Einzeldenkmäler
| Bezeichnung | Lage                      | Baujahr | Beschreibung                                                           | Bild |
| ----------- | ------------------------- | ------- | ---------------------------------------------------------------------- | ---- |
| Portal      | Dorfstraße, an Nr. 7 Lage | 1774    | Oberlichtportal mit rautiert aufgedoppeltem Türflügel, bezeichnet 1774 | BW   |

## Ehemalige Kulturdenkmäler
| Bezeichnung | Lage               | Baujahr | Beschreibung                                                                      | Bild |
| ----------- | ------------------ | ------- | --------------------------------------------------------------------------------- | ---- |
| Wohnhaus    | Dorfstraße 11 Lage | 1763    | zweiachsiges Wohnhaus, bezeichnet 1763; abgebrochen und aus Denkmalliste gelöscht | BW   |